# John Inge

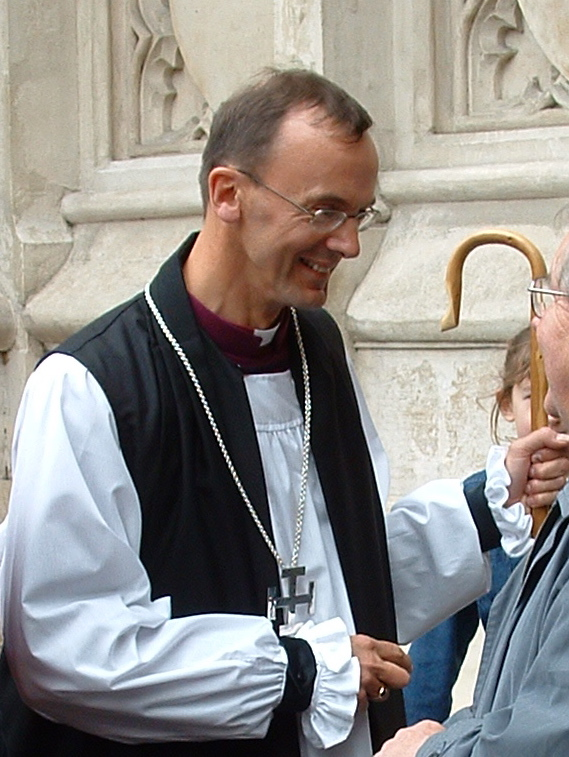
John Inge nach der Bischofsweihe im Oktober 2003

John Geoffrey Inge (* 26. Februar 1955 in Folkestone, Kent) ist ein britischer anglikanischer Theologe. Er war von 2007 bis 2024 Bischof der Diözese Worcester in der Church of England.

## Leben
Inge besuchte zunächst das Kent College in Canterbury. Anschließend setzte er seine Ausbildung am St. Chads College in Durham fort; dort schloss er 1977 mit einem Bachelor of Science (B.Sc.) im Fach Chemie ab. Nach Erlangung seines Postgraduate Certificate in Education im Jahre 1979 unterrichtete Inge Chemie am Lancing College in Sussex. Inge entschloss sich danach jedoch für eine Laufbahn als Priester. Er studierte daraufhin Theologie am College of the Resurrection in Mirfield, Yorkshire. Seine Ordination erfolgte in der Diözese von Chichester. 1983 wurde er zum Diakon geweiht. 1984 folgte die Weihe zum Priester.
Von 1984 bis 1986 war Inge Hilfskaplan (Assistant Chaplain) am Lancing College; dort unterrichtete er als Lehrer Chemie und Religionslehre. Von 1986 bis 1990 war er als Kaplan an der Harrow School tätig, von 1986 bis 1989 zunächst als Junior Chaplain, 1989/1990 dann als Senior Chaplain. Von 1990 bis 1996 war er als Pfarrer (Vicar) an der St. Luke’s Church, einer Innenstadtgemeinde, in Wallsend im Verwaltungsbezirk Tyneside in der Diözese Newcastle upon Tyne tätig. Inge setzte sich in dieser Zeit insbesondere für die Belange von sozial schwachen Gemeindemitgliedern ein.
1996 wurde er als Domherr und Domgeistlicher (Canon Residentiary) an die Kathedrale von Ely berufen; dieses Amt hatte er bis 2003 inne. Von 1999 bis 2003 war er dort gleichzeitig stellvertretender Domdekan der Kathedrale von Ely (Vice Dean of the Cathedral). Zu seinen Tätigkeitsschwerpunkten dort gehörten Erziehung und Ausbildung sowie die kirchliche Missionsarbeit. Er führte die Aufsicht über die Lektoren und war für die Zusammenarbeit von Laien und Theologen in der Kirche verantwortlich. Dabei unterstützte er intensiv die Laienarbeit in der Diözese.
Am 9. Oktober 2003 wurde Inge zum Bischof geweiht. Von 2003 bis 2007 war er als Bischof von Huntingdon Suffraganbischof in der Diözese Ely tätig. Im Juli 2007 wurde seine Ernennung zum Bischof von Worcester als Nachfolger von Peter Selby offiziell bekanntgegeben. Sein Amt trat er offiziell am 1. Oktober 2007 an; bis Ende 2007 erfüllte Inge noch weiterhin seine Aufgaben in der Diözese von Ely. Ende 2007 zog Inge nach Worcester. Am 1. März 2008 wurde er mit einem feierlichen Gottesdienst in der Kathedrale von Worcester in sein Amt eingeführt.
Im Mai 2024 gab Inge bekannt, dass er im Oktober 2024 seinen Ruhestand antreten werde. In einem Gottesdienst in der Kathedrale von Worcester wurde er am Sonntag, den 29. September 2024 aus seinem Amt verabschiedet.

## Weitere Ämter
Inge ist Mitglied der Faith and Order Commission (FAOC) der Generalsynode der Church of England.
Inge ist Vorsitzender (Chairman) des Verwaltungsrates (Board) des College of Evangelists. Seit 2008 gehört er dem Verwaltungsrat (Council) des Ridley Hall College, einem theologischen College für die Ausbildung von Priestern, in Cambridge an.
Er ist langjähriges Mitglied des World Development Movement und Mitglied von Amnesty International. Er war von 2005 bis 2011 Treuhänder (Trustee) der Organisation Common Purpose, einer international tätigen Organisation, die Personen in Führungspositionen berät und unterstützt, ihre Entscheidungen effektiver für die eigene Organisation, für die örtliche Gemeinschaft und für die Gesellschaft insgesamt zu gestalten. Seit 2011 übernimmt Inge dort die Funktion eines Trust Protectors. Königin Elisabeth II. ernannte ihn am 15. Februar 2013 zum Office of High Almoner. Im Oktober 2024 gab er mit Beginn seines Ruhestands dieses Amt ab, sein Nachfolger wurde Bischof von Norwich Graham Usher.

## Mitgliedschaft im House of Lords
Inge gehörte ab 2012 als Geistlicher Lord dem House of Lords an. Im House of Lords tritt er die Nachfolge von John William Hind, dem Bischof von Chichester, an. Hind trat am 30. April 2012 offiziell in den Ruhestand. Das House of Lords führte Inge seit 9. Mai 2012 als offizielles Mitglied. Seine offizielle Einführung ins House of Lords fand am 25. Juni 2012 mit Unterstützung von Rowan Williams und David Urquhart statt. Mit Beginn seines Ruhestands im Oktober 2024 schied Inge auch aus dem House of Lords aus.

## Privates
Inge ist verheiratet. Seine Frau Denise ist Schriftstellerin und gilt als anerkannte Expertin für das Werk des zu den Metaphysical Poets gehörenden englischen Dichters Thomas Traherne (1636/1637–1674). Aus der Ehe gingen zwei Töchter hervor. Seine privaten Interessen sind Theater, Musik, Lesen, Radfahren, Schwimmen und Reisen.